# آنتونیو کارلوس (سانتا کاتارینا)
آنتونیو کارلوس (به پرتغالی: Antônio Carlos) یک منطقهٔ مسکونی در برزیل است که در سانتا کاتارینا واقع شده‌است. آنتونیو کارلوس ۲۲۸٫۶۵۰ کیلومتر مربع مساحت و ۷٬۴۵۸ نفر جمعیت دارد.